# فان إليس هوف
فـان إليس هوف (بالإنجليزية: Van Ellis Huff)‏ هو شخصية أعمال أمريكي، ولد في 1894، وتوفي في 1987.